# 宮下奈都
宮下 奈都（みやした なつ、1967年 - ）は日本の小説家。福井県福井市生まれ。福井県立高志高等学校卒業。上智大学文学部哲学科卒業。2004年、長男、次男に次ぐ、3人目の長女を妊娠中に執筆した『静かな雨』が第98回文學界新人賞佳作に入選し、小説家デビュー。2010年、『よろこびの歌』が第26回坪田譲治文学賞の候補となる。2012年、『誰かが足りない』が第9回本屋大賞で第7位を受賞する。2013年より1年間、北海道新得町に家族5人で山村留学を経験。2016年、『羊と鋼の森』で第154回直木三十五賞候補、第13回本屋大賞受賞。幼い頃に読んだ本で、特に好きだったものは、佐藤さとる『だれも知らない小さな国』だという。

## 著書

### 単著
- 『スコーレNo.4』（2007年1月、光文社 ISBN 9784334925321 光文社文庫 ISBN 9784334746780）書き下ろし
- 『遠くの声に耳を澄ませて』（2009年3月、新潮社 ISBN 9784103139614 新潮文庫 ISBN 9784101384313）
  - 「旅」新潮社 連載
- 『よろこびの歌』(2009年10月、実業之日本社 ISBN 9784408535609 実業之日本社文庫 ISBN 9784408550992　実業之日本社ジュニア文庫 ISBN 9784408537788）
  - 「月刊ジェイ・ノベル」実業之日本社 2007/11 - 2009/9 不定期連載
- 『太陽のパスタ、豆のスープ』(2010年1月、集英社 ISBN 9784087713329 集英社文庫 ISBN 9784087450262）
  - 「青春と読書」集英社 2008/6 - 2009 連載(連載時表題『ドリフターズ・リスト』)
- 『田舎の紳士服店のモデルの妻』(2010年10月、文藝春秋 ISBN 9784163297101 2013文春文庫 ISBN 9784167838584）
  - 「別冊文藝春秋」2009/7 - 2010/5 連載
- 『メロディ・フェア』(2011年1月、ポプラ社 ISBN 9784591122334 ポプラ文庫 ISBN 9784591134306）
  - 「asta」ポプラ社 2009年10月号 - 2010年8月号連載
- 『誰かが足りない』(2011年10月、双葉社 ISBN 9784575237412 双葉文庫 ISBN 9784575517170）
  - 「小説推理」双葉社 2010/12 - 2011/8 隔月連載
- 『窓の向こうのガーシュウィン』(2012年5月、集英社 ISBN 9784087714500 集英社文庫 ISBN 9784087453164）
  - 「小説すばる」集英社 2011/1 - 2012/2 連載
- 『つむじダブル』小路幸也との共著（2012年9月、ポプラ社 ISBN 9784591130698 ポプラ文庫 ISBN 9784591143063）
  - 「asta」ポプラ社 2011/8 - 2012/7 連載
- 『終わらない歌』（2012年11月、実業之日本社 ISBN 9784408536156 実業之日本社文庫 ISBN 9784408552620）
  - 「紡」実業之日本社 2011 Winter - 不定期連載
- 『はじめからその話をすればよかった』（エッセイ集、2013年10月、実業之日本社 ISBN 9784408536323 実業之日本社文庫 ISBN 9784408552934）
- 『ふたつのしるし』(2014年9月、幻冬舎 ISBN 9784344026346 幻冬舎文庫 ISBN 9784344425996）
  - 「GINGER L。」幻冬舎 9号(2011 Winter) - 15号(2014 Summer)連載
- 『たった、それだけ』（2014年11月、双葉社 ISBN 9784575238808 双葉文庫 ISBN 9784575519617）
- 『神さまたちの遊ぶ庭』（エッセイ、2015年1月、光文社 ISBN 9784334978075 光文社文庫 ISBN 9784334775056）
- 『羊と鋼の森』（2015年9月、文藝春秋 ISBN 9784163902944 文春文庫 ISBN 9784167910105）
- 『静かな雨』（2016年12月、文藝春秋 ISBN 9784163905716 文春文庫 ISBN 9784167912932）
  - 『文學界』文藝春秋2004年6月号所収
- 『つぼみ』（2017年8月、光文社 ISBN 9784334911799 光文社文庫 ISBN 9784334790684）
- 『緑の庭で寝ころんで』（エッセイ集、2017年12月、実業之日本社 ISBN 9784408537177 実業之日本社文庫 ISBN 9784408556246）
- 『とりあえずウミガメのスープを仕込もう。』（エッセイ集、2018年5月、扶桑社 ISBN 9784594079833）
- 『ワンさぶ子の怠惰な冒険』（エッセイ集、2021年2月、光文社 ISBN 978-4334913885 光文社文庫 ISBN 978-4334101565）
  - 「Mart」光文社　2017年5月号 - 2020年４月号 連載「今日もしあわせ日和」改題

### アンソロジー
- 「日をつなぐ」 『コイノカオリ』所収（2004年12月、角川書店 ISBN 9784048735773、角川文庫 ISBN 9784043726059）
- 「手相観の七年」 『旅立ち。卒業、十の話』所収（2008年2月、メディアファクトリー ISBN 9784840121774）
- 「よろこびの歌」 『Re-born はじまりの一歩』所収（2008年3月、実業之日本社 ISBN 9784408535258）
- 「空の青さを」 『COLORS』所収（2008年4月、集英社 ISBN 9784834251456、集英社文庫 ISBN 9784087464931）
- 「楽団兄弟」 『宇宙兄弟』所収（2012年3月、講談社文庫 ISBN 9784062772341）
- 「なつかしいひと」 『大崎梢リクエスト！ 本屋さんのアンソロジー』所収（2013年1月、光文社 ISBN 9784334928650、光文社文庫 ISBN 9784334767860）
- 「旅立ちの日に」 『本をめぐる物語　一冊の扉』所収（2014年2月、角川文庫 ISBN 9784041012581）
- 「石を拾う」『いつか、アジアの街角で』所収（2024年5月、文春文庫 ISBN 9784167922139）

### 単行本未収録作品 （小説）
- 「新しい星」 『エソラ』vol.2（2005年7月）所収（講談社）
- 「夏の足跡」 『小説現代』2005年12月号所収（講談社）
- 「メイプルシロップの目」 『野性時代』2006年11月号所収（角川書店）
- 「眠るサナギ」 『集英社WEB文芸RENZABURO』2007年（集英社）
- 「オムライス」 『母の友』2007年11月号所収（福音館書店）
- 「七つの願い」 『小説すばる』2007年11月号掲載（集英社）
- 「カレーと梅干し」 『小説すばる』2008年6月号所収（集英社）
- 「おついたち」『小説新潮』2013年1月号（新潮社）
- 「うちのおじさん」『小説すばる』2014年9月号 - 連載（集英社）
- 「ミジンコ」『オール讀物』2024年6月号所収（文藝春秋） 』

### エッセイ
- 「薫る言葉」 福井新聞月替わり連載
- 「宮下奈都の台所日和」 『ESSE』2011年9月号 - 2012年12月号（扶桑社）
- 「とりあえずウミガメのスープを仕込もう。」『ESSE』2013年1月号 - 2018年12月号（扶桑社）
- 「今日もしあわせ日和」『Mart』2017年5月号 - 2020年４月号（光文社）
- 「あっというまに、こんな時間？」『小説宝石』2024年1月号 - 連載（光文社）